# De Plattfööt
De Plattfööt er en tysk folkemusikduo dannet i Warnemünde, Mecklenburg-Vorpommern i 1979 af Peter Wilke (guitar,vokal) og Klaus Lass (guitar,vokal). De synger på plattyske dialekter.

## Diskografi
- 1981 – Disco up'n Dörp (Single)
- 1982 – Platt for ju (Album)
- 1983 – Remmi Demmi (Single)
- 1985 – Songs ut Meckelbörg' (Album)
- 1989 – Wenn du ok Plattfööt hest (Album)
- 1991 – God'n Dag ok (Album)
- 1992 – Hubertusjagd (Single)
- 1993 – Wat is denn dat?? (Album)
- 1995 – Evergreens des Nordens (Album)
- 1997 – Rolf mit'n Golf (Single)
- 1998 – Wat is dat Schönst' an Wihnachten (Album)
- 1999 – Ierst mal ganz langsam (Album)
- 1999 – Nie wieder Mallorca! (Single)
- 2000 – 20 Best of Plattfööt (Album)
- 2005 – Kofferradio (Album)